# José María Esteban Celorrio
José María Esteban Celorrio (Lérida, 27 de mayo de 1954) es un deportista español que compitió en piragüismo en la modalidad de aguas tranquilas.
Participó en dos Juegos Olímpicos, en las ediciones de 1972 y 1976, obteniendo una medalla de plata en Montreal 1976, en la prueba de K4 1000 m. Ganó tres medallas en el Campeonato Mundial de Piragüismo, en los años 1975 y 1978.

## Carrera deportiva
Su actividad deportiva comenzó a los 13 años en la sección de piragüismo del Centro Natación Helios. En 1970 fue campeón de España infantil en cuatro pruebas y en 1971 finalizó sexto en los Campeonatos de Europa júnior.
La ocasión de participar en unos Juegos Olímpicos le llegó cuando todavía estaba en categoría juvenil. José María formó parte del combinado nacional que, en Múnich 1972, alcanzó las semifinales en K2 1000 m. Tres años después, en 1975, conquistó el campeonato del mundo en la modalidad del K4 (en la que también había competido en Múnich), siendo también elegido "mejor deportista de Aragón".
No obstante, su gran logro estaba por llegar. Fue en 1976, cuando obtuvo la medalla de plata en los Juegos Olímpicos de Montreal 1976 en la modalidad de K4 1000 m con un tiempo de 3:08,95 junto con Díaz Flor, Misioné y Menéndez. Dos años más tarde, en 1978, gana una medalla de plata y una de bronce en el Campeonato Mundial en Belgrado (Yugoslavia).
En la actualidad reside en Zaragoza y es el presidente de la Federación Aragonesa de Piragüismo.

## Palmarés internacional
| Juegos Olímpicos   | Juegos Olímpicos      | Juegos Olímpicos  | Juegos Olímpicos |
| Año                | Lugar                 | Medalla           | Competición      |
| ------------------ | --------------------- | ----------------- | ---------------- |
| 1976               | Montreal (Canadá)     | Medalla de plata  | K4 1000 m        |
| Campeonato Mundial |                       |                   |                  |
| Año                | Lugar                 | Medalla           | Competición      |
| 1975               | Belgrado (Yugoslavia) | Medalla de oro    | K4 1000 m        |
| 1978               | Belgrado (Yugoslavia) | Medalla de plata  | K4 500 m         |
| 1978               | Belgrado (Yugoslavia) | Medalla de bronce | K4 1000 m        |